# Smack My Bitch Up
„Smack My Bitch Up” – trzeci i ostatni singel z trzeciego albumu studyjnego The Fat of the Land brytyjskiej grupy muzycznej The Prodigy, wydany w listopadzie 1997 roku przez XL Recordings. Utwór uzyskał spory rozgłos dzięki teledyskowi, który przedstawiał sceny przemocy, zażywania narkotyków i seksu. W 2010 roku „Smack My Bitch Up” został wybrany najbardziej kontrowersyjną piosenką wszech czasów. Singel sprzedał się w nakładzie ponad 100 tysięcy kopii w Wielkiej Brytanii.

## Lista utworów
XL Recordings
CD
1. „Smack My Bitch Up” (Edit) – 5:42
2. „No Man Army” (feat. Tom Morello) – 4:44
3. „Mindfields” (Headrock Dub) – 4:34
4. „Smack My Bitch Up” (DJ Hype Remix) – 7:17

12"
1. „Smack My Bitch Up” – 5:42
2. „No Man Army” (feat. Tom Morello) – 4:44
3. „Smack My Bitch Up” (DJ Hype remix) – 7:17
4. „Mindfields” (Headrock Dub) – 4:34

Maverick Records
12"
1. „Smack My Bitch Up” – 5:42
2. „No Man Army” (feat. Tom Morello) – 4:44
3. „Mindfields” (Headrock Dub) – 4:34
4. „Smack My Bitch Up” (DJ Hype Remix) – 7:17

12” „Black sleeve"
1. „Smack My Bitch Up” – 5:42
2. „Mindfields” (Headrock Dub) – 4:34
3. „Smack My Bitch Up” (DJ Hype Remix) – 7:17